# Ботва

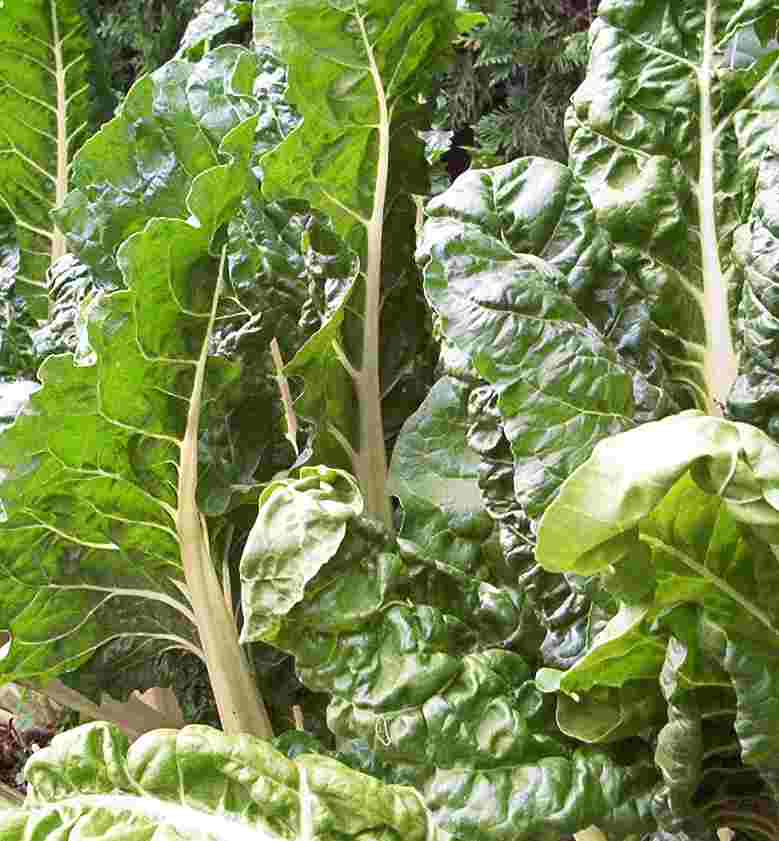
Ботва мангольда

Ботва́ — листья корнеплодов (свеклы, брюквы, репы, моркови, пастернака, цикория и других) и клубневых (картофеля и земляной груши, или топинамбура), остающиеся в виде второстепенного продукта при разведении этих растений для получения корней или клубней.

## Использование
Ботва идёт на корм в свежем, высушенном и силосованном виде. Ботву скармливают преимущественно крупному рогатому скоту, свиньям и овцам.
Ботва в Энциклопедическом словаре Брокгауза и Ефрона (сокращено применительно к нынешним условиям):
При хорошем урожае можно получить ботвы (в процентах от общего урожая, то есть вместе с корнями и клубнями): 37½ % у цикория, 30 % топинамбура, 25 % пастернака, немного более 24 % у кормовой свёклы, брюквы, репы и моркови и 20 % у сахарной свёклы и картофеля.
Уборка ботвы производится после поспевания корней и клубней, что в южной полосе имеет место до увядания ботвы, в северной же узнаётся по этому самому увяданию.
Из корнеплодов только у одного цикория скашивают ботву раньше выкопки корней из земли и употребляют на зелёный корм или скармливают на месте, и иногда стравливают скотом перед выкопкой турнепс (ноябрь-декабрь в Англии), у остальных же корни выкапываются обыкновенно с ботвой, и лишь изредка, преимущественно у кормовой свёклы и брюквы, обламывается часть листьев на корм гораздо раньше наступления времени уборки корнеплодов.
Такое предварительное использование ботвы без особенного вреда для общего урожая может быть допущено только у кормовых корнеплодов и то не раньше как за 2—3 недели до их уборки и должно ограничиваться преимущественно сбором более старых, отживающих уже листьев.
Прежде пользовались ботвой из сахарной свёклы до выкопки последней, но опыт показал, что такое собирание листьев для корма скота далеко не вознаграждается вызываемым им уменьшением урожая корнеплодов в виде корней, как в количественном, так и в качественном отношениях.
Но вместе с тем найдено, что содержание сахара в свекловице, определенное без сбора с неё ботвы в 17,18 %, уменьшилось при однократном обрывании листьев до 16,89 %, при двукратном — до 16,18 % в трёхкратном — 14,76 %. То же подтверждается и опытами Гельригеля над удалением картофельной ботвы (не для корма скота, впрочем, а как поражённой болезнью): при срезывании её, спустя 10, 14½, 17 и 18 недель после высадки клубней, получен был урожай клубней на 74 %, 53 %, 29 % и 19½ % меньше, чем на соседнем поле, где ботва сохранялась.
В Западной Европе оставляют иногда пастернак в земле до весны, не выкапывая его корней, и пользуются при этом появляющимися листьями, как зелёным кормом. Но в большинстве случаев ботва корнеплодов собирается при выкопке их корней или скармливается скоту на поле, причём значительная её часть пропадает как кормовое средство и поступает на удобрение почвы, что, конечно, зависит от обширности поля, занятого корнеплодами, количества скота в стаде и состояния погоды (в ненастье пропадает больше, чем в хорошую погоду), или собирается для хранения на зиму. Первое преимущественно применяется к ботве кормовой свёклы, листья которой представляют, сравнительно с другими корнеплодами, наименее хороший корм; второе же — к ботве сахарной свёклы и остальных корнеплодов, большею частью сберегаемых в настоящее время в виде квашеного корма, причём нужно стараться, чтобы перед закваской не собирать ботву на поле в большие кучи, так как в них она легко может согреться и сгнить.
Ботва клубневых растений тоже употребляется в корм скоту или же как хлевная подстилка; более грубые части высоких стволов топинамбура идут на топливо, а стебли картофельной ботвы большею частью остаются на поле и запахиваются там, как удобрение почвы.
Картофельная ботва убирается обыкновенно совершенно сухой, и её получается в этом виде не более 6 % от веса клубней; ботва же топинамбура скашивается иногда (во Франции) очень рано. Из 100 частей свежей топинамбуровой ботвы получается 44 части сухой, в которых заключается около 40 % съедобных для скота листьев.
Для определения достоинства Б., как кормового средства, могут служить следующие данные о её химическом составе и сравнение их с содержанием одинаковых веществ в нормальном корме. Так, в 100 частях сухого вещества содержится:
| в ботве:    | Отношение азотистных веществ к безазотистым как 1 к: | Белковых (азотистых) веществ | Безазотистых и экстрактивных веществ | Жира |
| ----------- | ---------------------------------------------------- | ---------------------------- | ------------------------------------ | ---- |
| свёклы      | 21,5                                                 | 44,1                         | 4,3                                  | 2,1  |
| репы        | 50,0                                                 | 5,0                          | 3,0                                  |      |
| моркови     | 18,1                                                 | 47,7                         | 4,1                                  | 2,6  |
| картофеля   | 10,6                                                 | 40,0                         | 2,6                                  | 3,8  |
| топинамбура | 16,5                                                 | 49,0                         | 4,0                                  | 3,0  |

В нормальном же корме для молочного в мясного скота в 100 частях сухого вещества должно содержаться 10 частей белковых веществ, 40—50 частей безазотистых и экстрактивных и 3 части жира, или же между азотистыми и безазотистыми веществами должно существовать отношение 1:4 или 1: 5. Отсюда следует, что ботва сравнительно с нормальным кормом представляет кормовое вещество, которое не может быть скормлено выгодно для хозяйства и безвредно для животных без прибавления других кормовых средств, более богатых содержанием белковых частей. К числу последних принадлежат корни корнеплодов и клубни, где отношение белковых веществ к безазотным и экстрактивным составляет: у свёклы — 1:8,2, брюквы — 1:7,5, репы — 1:5,8, моркови — 1:7,4, картофеля — 1:10,4 и топинамбура — 1:7,5. Поэтому гораздо выгоднее скармливать ботву вместе с корнями и клубнями, а не отдельно.
Впрочем, надобно заметить, что ботва клубневых довольно близко подходит по своему составу к луговому сену, где вышеупомянутое отношение составляет 1:4,5, в особенности если иметь в виду не всю ботву, а только листья, которые гораздо богаче азотистыми веществами и употребляются в сухом состоянии у топинамбура преимущественно в корм рогатому скоту и лошадям с примесью ⅓—¼ сена или другого корма. Но и в свежем состоянии листья и молодые стебли топинамбура идут на корм крупного рогатого скота и овец. Картофельная ботва, несмотря на бо́льшее, сравнительно с клубнями, содержание белковых веществ (10,6 % вместо 8,0 %), редко поступает в корм скоту, хотя и даёт, при употреблении её, иногда хорошие результаты.
Дача скоту зелёной картофельной ботвы в большом количестве может вызвать у него понос. Такие же последствия бывают от излишнего употребления в корм листьев свёклы, вследствие значительного содержания в последних калия (4,7 %), извести (1,7 %) и магнезии (1,4 %).

## Удаление ботвы картофеля
Основная задача удаления ботвы- сделать этот процесс максимально контролируемым, правильно определить время и способ проведения этой операции, которые достаточно широко варьируются в зависимости от целей на которые предназначен данный участок, желаемых параметров качества т. д. При правильном и своевременном применении этой операции, можно не только облегчить уборку, но и активно способствовать достижению и сохранению параметров качества картофеля в период хранения.

## Определение сроков удаления ботвы на семенных участках
Особое внимание необходимо уделить определению сроков удаления ботвы на семенных участках, где основной задачей является получение здорового клубня и соответственно сокращение длительности срока контакта с переносчиками вирусов.
Кроме того следует помнить, что даже тщательная переборка семенного материала не позволяет очистить его от «фитофторозных» клубней. Не гарантирует получения здоровых клубней даже эффективная защита ботвы картофеля фунгицидами. Более того, массовое поражение клубней чаще всего наблюдается при слабом развитии болезни на ботве. На этом фоне, единственным высокоэффективным приёмом защиты клубней от фитофтороза, является уничтожении ботвы до прекращения фунгицидной активности препаратов при последней обработке. Известно, что фунгицидная активность разрешённых к применению средств защиты растений, составляет в среднем 7 суток, следовательно, и уничтожение ботвы необходимо проводить до истечении этого срока после последней обработки. Задержка с выполнением данного приёма даже на 1—2 дня, особенно в дождливую погоду, приводит к накоплению спор на пораженной ботве и массовому заражению клубней. Кроме того необходимо учесть, что смываемые дождем с поверхности листьев и стеблей споры патогена могут длительное время оставаться жизнеспособными в почве. Они особенно легко заражают клубни через травмы, получаемые при уборке или в течение периода от уничтожения ботвы до уборки. Поэтому целесообразно при удалении ботвы, вместе с десикантом, применять контактный фунгицид «Ширлан», который будет защищать клубни после отмирания ботвы.
Многолетними исследованиями в различных почвенно-климатических зонах страны установлено, что максимальная защита семенного материала от всего комплекса вирусных, бактериальных и грибных болезней возможна только при уничтожении ботвы в сроки, когда 80 % клубней достигают размеров семенной фракции. Этот факт является общеизвестным и как безответственно на этом фоне звучат официальные заявления агрономов и руководителей «семеноводческих» хозяйств, особенно из регионов, где наблюдается высокая численность переносчиков вирусов, уверенно рапортующих об урожаях свыше 400 ц/га и собирающихся штурмовать новые вершины.
При механическом удалении ботвы необходимо учитывать, чтобы высота оставшихся стеблей была 20—25 см. При проведении последующей десикации такая высота стеблей обеспечивает хорошее впитывание ядохимиката и препятствует повторному отрастанию ботвы. Оптимальным временем, начала проведения десикации после механического удаления, принято считать 1 сутки.
Если стебли лежат очень низко, то можно уменьшить высоту среза, но только до такой степени, чтобы не повредить гребень, что резко увеличивает процент травмированных и позеленевших клубней. Да порой в этом и нет необходимости, так как нужно учесть, что при работе ботвоудалителя его ротором создается вентиляторный эффект, способствующий подъёму полегших стеблей. Если же ботва слабо развита, можно полностью отказаться от использования механического ботвоудалителя. Химическая обработка даст в этом случае более ощутимый эффект, если провести её в два приёма с перерывом несколько дней. При первой обработке разрушается верхняя часть ботвы, при второй препарат попадает на нижнюю её часть. При двойном опрыскивании препарат действует лучше, поэтому норму расхода необходимо уменьшить.
Можно провести химическую десикацию, и через 5—7 дней приступить к скашиванию ботвы. Такая очерёдность проведения операций позволяет уменьшить нагрузку на рабочие органы ботвоудалителя. Это особенно актуально при мощной, хорошо развитой ботве. Во влажную погоду, и если перед удалением ботвы растения находились в фазе активной вегетации, выращиваемый сорт склонен к повторному отрастанию ботвы, необходимо провести повторную десикацию, после механического удаления ботвы. Особенно внимательно необходимо отнестись к предотвращению повторного отрастания на семеноводческих участках. Повторно отросшая, молодая ботва очень нежная и соответственно сильнее поражается переносчиками вирусных заболеваний.
Более эффективный результат, при меньшем расходе десиканта, можно получить при проведении опрыскивания во второй половине дня, когда растения хорошо просохнут после росы.
Исключение составляют посадки раннего картофеля в Южных регионах РФ, где удаление ботвы нужно проводить не ранее чем за 1—2 дня до уборки. Или проводить эти операции последовательно, без временного разрыва. В противном случае в условиях повышенных температур и отсутствия естественного укрытия гребни очень сильно прогреваются, и картофель может просто свариться в почве. В этих регионах, наряду с минимизированным разрывом между удалением ботвы и уборкой можно рекомендовать использовать комбайны выпускаемые немецкой фирмой GRIMME серии SE, которые позволяют проводить уборку без предварительного удаления ботвы. (Хотя для повышения производительности комбайна и снижения потерь, ботву все-таки, желательно удалить заранее.)
Более эффективным приёмом, для многих регионов, является сеникация.
Для того, чтобы найти наилучшее из возможных решений, в одном хозяйстве порой бывает целесообразно применить несколько разных схем удаления, в зависимости от сорта, назначения участка и других условий.